# Azienda ospedaliera Vito Fazzi
L'Azienda Ospedaliera Universitaria Vito Fazzi è un ospedale civile HUB di II° livello di rilievo nazionale sito nel comune di Lecce, nel quartiere di Ariasana.
Il Vito Fazzi è la seconda struttura ospedaliera della Puglia per dimensioni (dopo il Policlinico di Bari).
È sede della facoltà di Medicina e Chirurgia e del centro di ricerca clinico-traslazionale DREAM dell'Università del Salento. 
L'ospedale è interessato da un processo, cominciato alla fine del 2021, che lo porterà ad acquisire lo status di "azienda ospedaliero-universitaria".

## Organizzazione
Presidi ospedalieri:
- P.O.C. Ospedale Vito Fazzi, Lecce
- Centro oncologico regionale "Giovanni Paolo II", Lecce: il plesso, costituente un padiglione all'interno del complesso ospedaliero, è sede centrale delle unità operative del policlinico dedite alla diagnosi, lo studio, e la cura farmacologica, e radioterapica, di tutte le neoplasie dell'adulto e del bambino.
- Poliambulatorio AUSL Ex-Vito Fazzi, Lecce
- P.O. Polo Riabilitativo "Antonio Galateo", San Cesario di Lecce: presidio ad alta specializzazione in malattie reumatiche e in medicina riabilitativa sito in via Croce di Lecce. Dal 2011 fa parte dell'Ospedale Vito Fazzi e, dal 2021, del nascente policlinico universitario.[4][5]
- P.O. per le cronicità locali "San Pio da Pietrelcina", Campi Salentina

## Storia

### Prima dell'apertura
Nel 1879 la pubblica amministrazione si mosse per cercare nei pressi di Lecce un edificio idoneo per ospitare i malati, fu così successivamente avviato il Ricovero di mendicità di Lecce presso il convento degli Olivetani (da momento che i conventi furono soppressi con la legge del 7 Luglio 1866, oggi sede del dipartimento di storia dell'Università del Salento). Furono dunque allestite nel 1882 quattro camere per la gestione dei folli. A seguito di un patto con il manicomio di Aversa, molti dei ricoverati nell'ospedale di Lecce furono trasferiti verso il centro campano. A seguito di questi eventi il dott. Vigneri si mosse in tutta la provincia per l'istituzione di un nosocomio di rilievo.

#### I primi passi verso un nosocomio
A seguito della scarsa idoneità della precedente struttura, la Provincia si mobilitò per trasferiree l'ospedale presso l'ex-convento dei Padri Alcantarini (ceduto alla Provincia dopo il 1866) e difatti, il 23 Settembre 1870, l'ex convento fu ufficialmente ceduto alla Provincia con l'obbligo vincolante di destinare la struttura come ricovero per alienati tuttavia, nonostante la stipula, alcuni locali furono gestiti da terze parti ed utilizzati per ospitare la scuola di agricoltura ed anche la caserma.
A seguito delle denunciate cattive condizioni lavorative, il nosocomio di Lecce venne fatto sgomberare dall'Arma e dalla scuola agricola, interessate ad appropriarsi degli spazi.  Il presidio territoriale non soddisfaceva comunque gli standard dell'epoca che, benché minimi, diventavano col tempo sempre più attenti alla persona attraverso la cura, le terapia, l'attenzione all'igiene.
A seguito di ciò, il convento fu dunque ristrutturato ed i lavori furono approvati nel dicembre 1887.
Il cantiere si concluse nel 1900 con gli apporti dei prof. napoletani Bianci e Andriani. La struttura ospitava in totale 200 posti letto: 150 per gli uomini (suddivisi in reparti) e 50 per le donne (nel padiglione sud). I locali furono dotati di elettricità, ma visto che i lavori per la costruzione dell'acquedotto leccese non erano ancora terminati, l'ospedale si attrezzò per la raccolta dell'acqua piovana.
Vista l'imminente scadenza del contratto con il manicomio d'Aversa, il nosocomio leccese accolse per primi medici ed infermieri napoletani, sotto la direzione del dott. Giovanni Libertini.

### L'apertura
Il Nosocomio Provinciale di Terra d'Otranto entrò pienamente in funzione nel marzo del 1901 e già dopo pochi mesi l'ospedale si trovò nelle condizioni di non poter soddisfare tutte le richieste, così furono progettati ulteriori padiglioni ed il personale medico ed infermieristico fu largamente ampliato.
Il manicomio alla data della sua apertura era già dotato di un regolamento interno ma, a seguito di accuse mosse dalla stampa locale, soprattutto nel 1905, il regolamento fu rivisto e modificato per l'inizio del 1907; a seguito di ciò il manicomio provinciale si distinse a livello regionale e nazionale per la stretta osservanza delle regole e lo scrupoloso e incessante lavoro eseguito da tutto il personale ospedaliero.

### Periodo fascista e l'OPIS
Con il fascismo e le sue riforme la Provincia di Terra d'Otranto fu soppressa e vennero create le province di Brindisi, Taranto e Lecce di queste, solo Lecce aveva un manicomio provinciale, per questo venne istituito nel 1930 un Consorzio per la direzione della struttura che prevedeva, per i tre capoluoghi, il pagamento di una quota in base al numero dei ricoverati.
Nel frattempo l'Ospedale continuò ad espandersi con l'ampliamento di un padiglione maschile, la costruzione di un nuovo padiglione femminile, una cinta muraria ed una legnaia.
Nel 1931 fu ufficialmente fondato l'Ospedale Psichiatrico Interprovinciale Salentino (OPIS) che divenne un ente ospedaliero a gestione autonoma, quindi con un regolamento ed un'organizzazione propria: la fama del manicomio di Lecce si fece sempre più grande e tuttavia, visto l'aumentare vertiginoso delle degenze, a partire dalla seconda metà degli anni '30 molti ammalati furono tenuti in condizioni precarie se non inidonee.
Nel 1939, con il trasferimento del prof. Gulotta, l'incarico di direttore fu affidato al prof. Umberto de Giacomo che trasformò l'OPIS di Lecce in una struttura esemplare a livello nazionale, dove si praticavano le tecniche terapeutiche più innovative (tra cui l'elettro-shock) e sperimentali, come l'ergoterapia.

### La seconda guerra mondiale
Con l'avvento della Seconda Guerra mondiale il manicomio di Lecce subì, come tanti, un periodo di prevedibile declino, le priorità in quegli anni erano altre ed il prof. De Giacomo fu chiamato alle armi.

### Il dopoguerra
Nel dopoguerra venne inaugurata una clinica neurologica a Villa Salento.
Negli stessi anni il direttore De Giacomo si trasferì presso l'Ospedale Psichiatrico di Genova.
Il periodo successivo al trasferimento del prof. De Giacomo fu lungo e difficile, la direzione fu affidata prima al prof. Bozzi-Corso e successivamente in via ufficiale al prof. Zara. Dopo un periodo di crisi, sotto la sua gestione, l'OPIS divenne un vero e proprio ospedale, infatti Zara introdusse nel nosocomio un impianto radio-diagnostico ed istituì gli ambienti operatori dove eseguire i primi interventi chirurgici.
Con l'avvento degli anni '60 furono aperti alcuni consultori territoriali a Strudà e a Latiano. L'ospedalizzazione dei malati diveniva sempre meno necessaria e si iniziava a finalizzare le cure al reinserimento sociale.
Negli anni '70 l'ospedale ebbe uno slancio verso il futuro, si concepì un nuovo organigramma che si avvaleva di tre principali figure professionali: lo psichiatra, l'infermiere psichiatrico e l'OSS.
Negli anni '80 fu istituito un nuovo Presidio sito nel quartiere "Ariasana" dove nacquero tutte le maggiori specialità mediche della Puglia.
A seguito della riforma di Berlusconi nel 1996 furono aboliti i manicomi e dunque tutto l'opis leccese fu soppresso e tutte le specialità cliniche furono trasferite al nuovo Fazzi.

### Dal 2000
Nel 2000 fu istituita l'azienda ospedaliera Vito Fazzi, classificato come ospedale di rilievo nazionale e ad alta specializzazione.
Nel 2001 fu aperto il padiglione oncologico Giovanni Paolo II.
Nel 2013 furono avviati i lavori per la costruzione del DEA Hub.
A seguito della procedura di riordino ospedaliero istituita nel 2008 dal presidente della regione Michele Emiliano, l'ospedale adotta un'organizzazione di tipo dipartimentale